# Собор Святых Константина и Елены (Ричмонд)
Собор Святых Константина и Елены (англ. Saints Constantine and Helen Greek Orthodox Cathedral) — православный храм Нью-Джерсийской митрополии Константинопольской православной церкви в городе Ричмонде, в США.

## История
Греческая община в Ричмонде была организована в 1917 году, а в 1934 году приход арендовал бывшую епископальную церковь, выстроенную в 1854 году в даунтауне в кварталах Foushee и Main. В 1957 году здание церкви было полностью уничтожено пожаром.
В 1962 году греческий приход выстроил новый соборный храм на Malvern Avenue в стиле модерна. Позднее, в алтарной абсиде была устроена мозаика с изображением Богородицы.
С 1976 года ежегодно в помещениях прихода проводится традиционный греческий фестиваль, собирающий до нескольких тысяч посетителей. Приход объединяет около 600 семей, имеющих разное этническое происхождение.